# Popielno (Ermland-Mazurië)
Popielno (Duits: Popiellnen; 1928–1945: Spirding) is een plaats in het Poolse district  Piski, woiwodschap Ermland-Mazurië. De plaats maakt deel uit van de gemeente Ruciane-Nida en telt 180 inwoners.